# Ченг, Майкл
Майкл Ченг (англ. Michael Chang Ting Yu; род. 7 августа, Тайбэй) — арт-директор, концепт-художник, иллюстратор.

## Карьера
Майкл Ченг художник, базирующийся в Гонконге. Работает художественными руководителем, создает концепт-арты, а также иллюстрации Специализируется на 2D концепт-арте и дизайне. Имея большой опыт работы в креативной индустрии, он участвовал в разработке многих видеоигр для основных игровых консолей.
Майкл Ченг был ответственен за создание концепт-арта для таких видеоигр, как Dark Souls, Demon’s Souls и Ninja Blade.

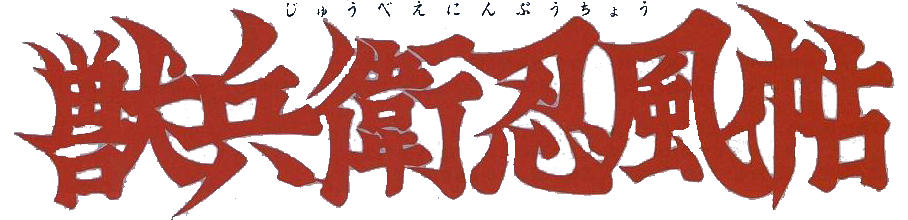
Логотип Ninja Scroll

Также Майкл Ченг в 2006 году опубликовал свой комикс Ninja Scroll благодаря сотрудничеству US DC Comics. Комикс повествует о приключениях странствующего ронина Джубея, который путешествует по феодальной Японии, сражаясь со всеми злодеями и монстрами в поисках единственного, чего он действительно желает: достойного ночного сна. Художник пишет на своем официальном сайте, что публикация комикса является для него важным шагом в карьере, также он считает, что его иллюстрации кажутся детскими и, по его мнению, навыки отточены не очень хорошо.
Помимо индустрии видеоигр и комиксов, Майкл Ченг участвует и в создании анимационных фильмов.
Майкл Ченг был художественным руководителем и главным концепт-художником Dark Souls: Remastered (2018), концепт-художником Dark Souls II: Scholar of the First Sin (2015), художественным руководителем и главным концепт-художником Dark Souls: Prepare to Die (2012), а также художественным руководителем и главным концепт-художником Dark Souls (2011).
Сейчас[когда?] Майкл Ченг работает главным концепт-художником в FromSoftware, также главным концепт-художником в Square Enix и художественным руководителем в S Game.
Основные клиенты:
- FromSoftware
- Riot Games
- DC Comics
- Sony Computer Entertainment
- Gameloft
- Applibot[2].

## Приложения
1. ↑  MICHAEL CHANG TING YU |CONCEPT ART (англ.). Art People Gallery (14 января 2017). Дата обращения: 21 августа 2019. Архивировано 21 августа 2019 года.
2. 1 2 3 4  michael-chang (англ.). michael-chang. Дата обращения: 21 августа 2019. Архивировано 21 августа 2019 года.
3. ↑  Ninja Scroll #1 - Jigoku (Issue) (англ.). Comic Vine. Дата обращения: 21 августа 2019. Архивировано 21 августа 2019 года.
4. ↑  MichaelCTY | DeviantArt (англ.). www.deviantart.com. Дата обращения: 21 августа 2019. Архивировано 20 мая 2019 года.
5. ↑  Michael Chang Ting Yu Video Game Credits and Biography. MobyGames. Дата обращения: 21 августа 2019. Архивировано 21 августа 2019 года.